# Solvants (maladie professionnelle)
Pour l’article homonyme, voir Solvant.
Cet article décrit les critères administratifs pour qu'une intoxication par les solvants soit reconnue comme maladie professionnelle en France.
Cet article relève du domaine de la législation sur la protection sociale et a un caractère davantage  juridique que médical.

## Législation enFrance

### Régime général
| Fiche Maladie professionnelle | Fiche Maladie professionnelle | Fiche Maladie professionnelle |
| Ce tableau définit les critères à prendre en compte pour qu'une affection provoquée par les solvants organiques soit prise en charge au titre de la maladie professionnelle | Ce tableau définit les critères à prendre en compte pour qu'une affection provoquée par les solvants organiques soit prise en charge au titre de la maladie professionnelle | Ce tableau définit les critères à prendre en compte pour qu'une affection provoquée par les solvants organiques soit prise en charge au titre de la maladie professionnelle |
| Régime Général Date de création : 22 juillet 1987 | Régime Général Date de création : 22 juillet 1987 | Régime Général Date de création : 22 juillet 1987 |
| Tableau no 84 RG | Tableau no 84 RG | Tableau no 84 RG |
| Affections engendrées par les solvants organiques liquides à usage professionnel : Hydrocarbures liquides aliphatiques, alicycliques, hétérocycliques et aromatiques, et leurs mélanges (white-spirit, essences spéciales) ; Dérivés nitrés des hydrocarbures aliphatiques ; Acétonitrile ; Alcools aldéhydes, cétone, esters, éthers dont le tétrahydrofurane, glycols et leurs éthers ; Diméthylformamide, diméthylsulfoxyde. | Affections engendrées par les solvants organiques liquides à usage professionnel : Hydrocarbures liquides aliphatiques, alicycliques, hétérocycliques et aromatiques, et leurs mélanges (white-spirit, essences spéciales) ; Dérivés nitrés des hydrocarbures aliphatiques ; Acétonitrile ; Alcools aldéhydes, cétone, esters, éthers dont le tétrahydrofurane, glycols et leurs éthers ; Diméthylformamide, diméthylsulfoxyde. | Affections engendrées par les solvants organiques liquides à usage professionnel : Hydrocarbures liquides aliphatiques, alicycliques, hétérocycliques et aromatiques, et leurs mélanges (white-spirit, essences spéciales) ; Dérivés nitrés des hydrocarbures aliphatiques ; Acétonitrile ; Alcools aldéhydes, cétone, esters, éthers dont le tétrahydrofurane, glycols et leurs éthers ; Diméthylformamide, diméthylsulfoxyde. |
| --- | --- | --- |
| Désignation des Maladies | Délai de prise en charge | Liste limitative des principaux travaux susceptibles de provoquer ces maladies |
| Syndrome ébrieux ou narcotique pouvant aller jusqu'au coma. | 3 jours | Préparation, emploi, manipulation des solvants. Traitement des résines naturelles et synthétiques. |
| Dermite irritative. | 7 jours | Emploi de vernis, peintures, émaux, mastics, colles, laques. |
| Lésions eczématiformes récidivant en cas de nouvelle exposition au risque ou confirmées par un test épicutané. | 15 jours | Production de caoutchouc naturel et synthétique. Utilisation de solvants comme agents d'extraction, d'imprégnation, d'agglomération, de nettoyage, comme décapants, dissolvants ou diluants. Utilisation de solvants en tant que réactifs de laboratoire, dans les synthèses organiques, en pharmacie, dans les cosmétiques. |
| Date de mise à jour : | | |

### Régime agricole
| Fiche Maladie professionnelle | Fiche Maladie professionnelle | Fiche Maladie professionnelle |
| Ce tableau définit les critères à prendre en compte pour qu'une affection provoquée par les solvants organiques soit prise en charge au titre de la maladie professionnelle | Ce tableau définit les critères à prendre en compte pour qu'une affection provoquée par les solvants organiques soit prise en charge au titre de la maladie professionnelle | Ce tableau définit les critères à prendre en compte pour qu'une affection provoquée par les solvants organiques soit prise en charge au titre de la maladie professionnelle |
| Régime Agricole Date de création : 28 janvier 1988 | Régime Agricole Date de création : 28 janvier 1988 | Régime Agricole Date de création : 28 janvier 1988 |
| Tableau no 48 RA | Tableau no 48 RA | Tableau no 48 RA |
| Affections engendrées par les solvants organiques liquides à usage professionnel : Hydrocarbures liquides aliphatiques, alicycliques, hétérocycliques et aromatiques, et leurs mélanges (white-spirit, essences spéciales) ; Dérivés nitrés des hydrocarbures aliphatiques ; Acétonitrile ; Alcools aldéhydes, cétone, esters, éthers dont le tétrahydrofurane, glycols et leurs éthers ; Diméthylformamide, diméthylsulfoxyde. | Affections engendrées par les solvants organiques liquides à usage professionnel : Hydrocarbures liquides aliphatiques, alicycliques, hétérocycliques et aromatiques, et leurs mélanges (white-spirit, essences spéciales) ; Dérivés nitrés des hydrocarbures aliphatiques ; Acétonitrile ; Alcools aldéhydes, cétone, esters, éthers dont le tétrahydrofurane, glycols et leurs éthers ; Diméthylformamide, diméthylsulfoxyde. | Affections engendrées par les solvants organiques liquides à usage professionnel : Hydrocarbures liquides aliphatiques, alicycliques, hétérocycliques et aromatiques, et leurs mélanges (white-spirit, essences spéciales) ; Dérivés nitrés des hydrocarbures aliphatiques ; Acétonitrile ; Alcools aldéhydes, cétone, esters, éthers dont le tétrahydrofurane, glycols et leurs éthers ; Diméthylformamide, diméthylsulfoxyde. |
| --- | --- | --- |
| Désignation des Maladies | Délai de prise en charge | Liste limitative des principaux travaux susceptibles de provoquer ces maladies |
| Syndrome ébrieux ou narcotique pouvant aller jusqu'au coma. | 3 jours | Emploi des solvants organiques comme agents d'extraction, d'élution, d'imprégnation, d'agglomération, de nettoyage, de décapage, de dissolution ou de dilution. Opérations de séchage de tous produits, articles, préparations, substances où les solvants organiques sont intervenus au cours des opérations ci-dessus énumérées.                                                                                              |
| b) Dermo-épidermite irritative avec dessiccation de la peau récidivante après nouvelle exposition. | 7 jours | Préparation et emploi des vernis, peintures, émaux, mastics, colles, encres, produits d'entretien renfermant des solvants organiques. |
| c) Dermite eczématiforme (cf.tableau 44). | Cf. tableau 44 | Manipulation et emploi de produits à usage phytopharmaceutique comportant ces solvants organiques comme support. |
| Date de mise à jour : | | |

## Sources spécifiques
- (fr) Tableau no 84 des maladies professionnelles du régime Général
- (fr) Tableau no 48 des maladies professionnelles du régime Agricole

## Sources générales
- (fr) Tableaux du régime Général sur le site de l’AIMT
- (fr) Guide des maladies professionnelles sur le site de l’INRS